# Taras Mykhalyk
Taras Volodymyrovich Mykhalyk est un joueur de football ukrainien né le 28 octobre 1983 à Lioubechiv. Il joue au poste de milieu défensif.

## Biographie
Il quitte le Lokomotiv Moscou à l'issue de la saison 2018-2019.

## Palmarès
- Dynamo Kiev
  - Vainqueur du Championnat d'Ukraine en 2007 et 2009.
  - Vainqueur de la Coupe d'Ukraine en 2007.
  - Vainqueur de la Supercoupe d'Ukraine en 2006, 2007, 2009 et 2011.
- Lokomotiv Moscou
  - Vainqueur de la Coupe de Russie en 2015 et 2017
  - Vainqueur du Championnat de Russie en 2018